# کلیم
کُلیم که کولیم هم نوشته میشود یکی از روستاهای مازندرانی زبان  شهرستان مهدی‌شهر در استان سمنان است. بر پایه سرشماری سال ۱۳۸۵، جمعیت این روستا ۴۱ نفر (۲۱ خانوار) و در سال ۱۳۷۵، ۶۶ نفر (۲۳ خانوار) بوده است.

## نگارخانه

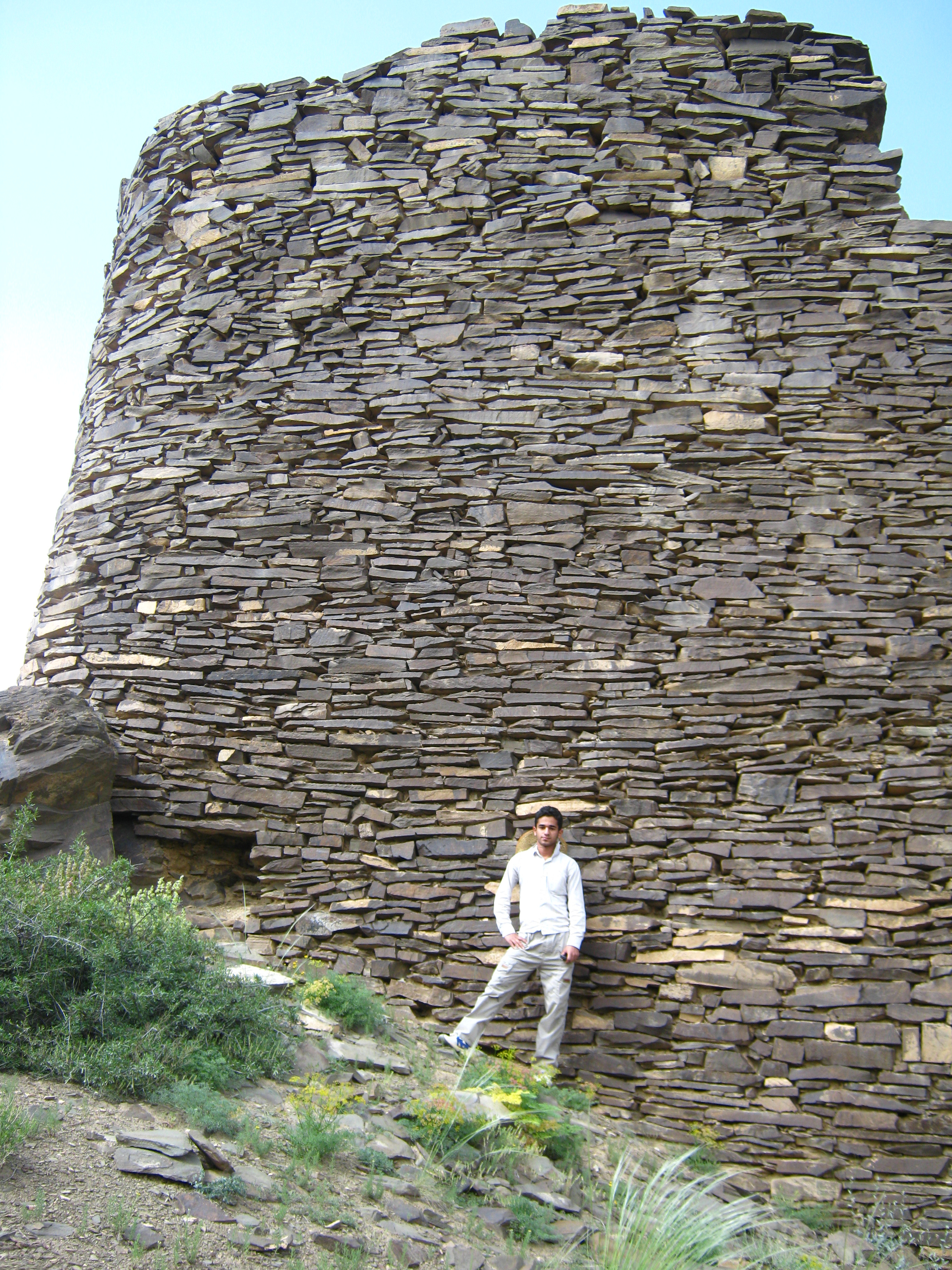
قلعه‌ی کلیم در مجاورت روستای کلیم با ارتفاع تقریبی ۸ متر
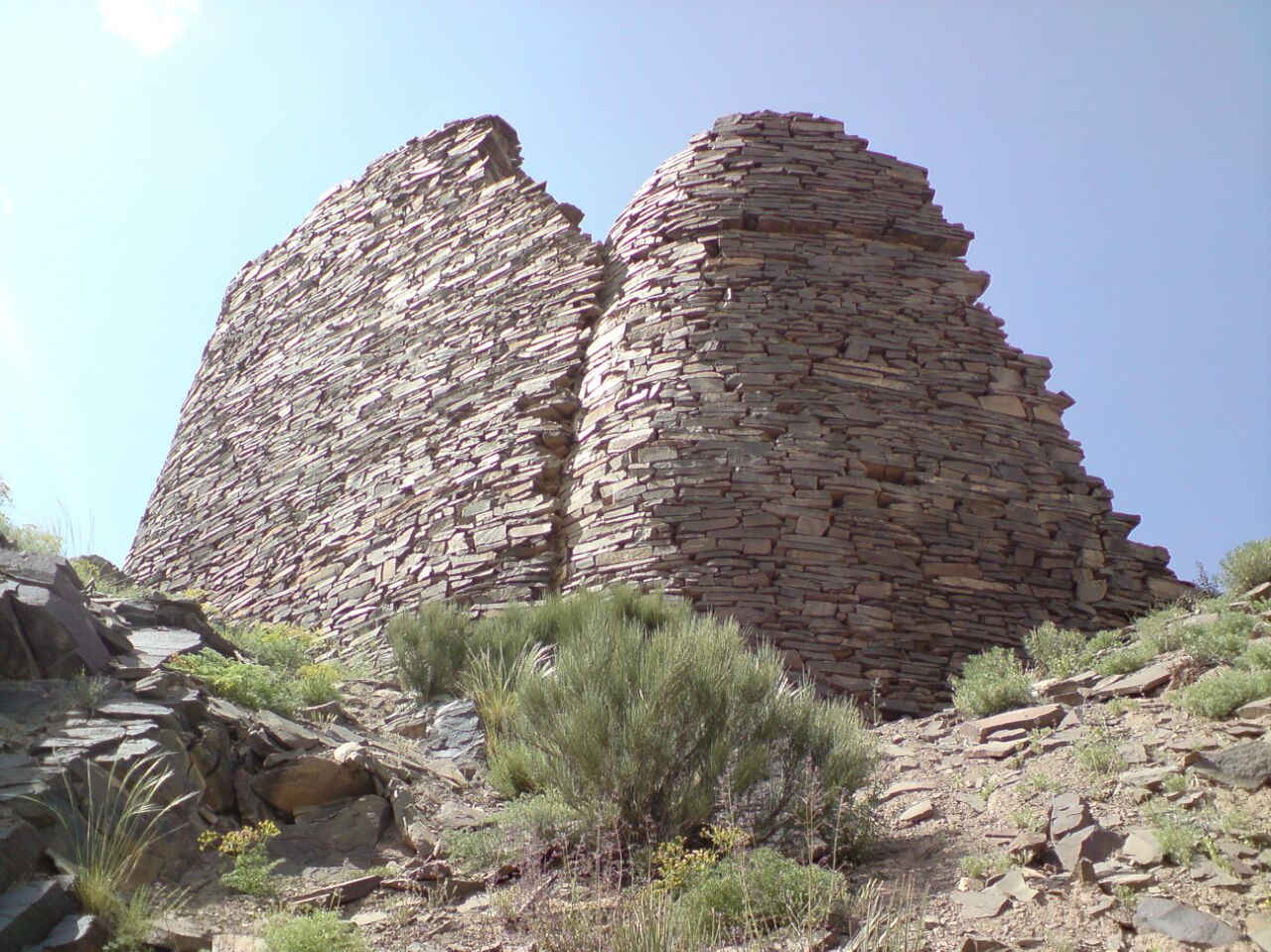
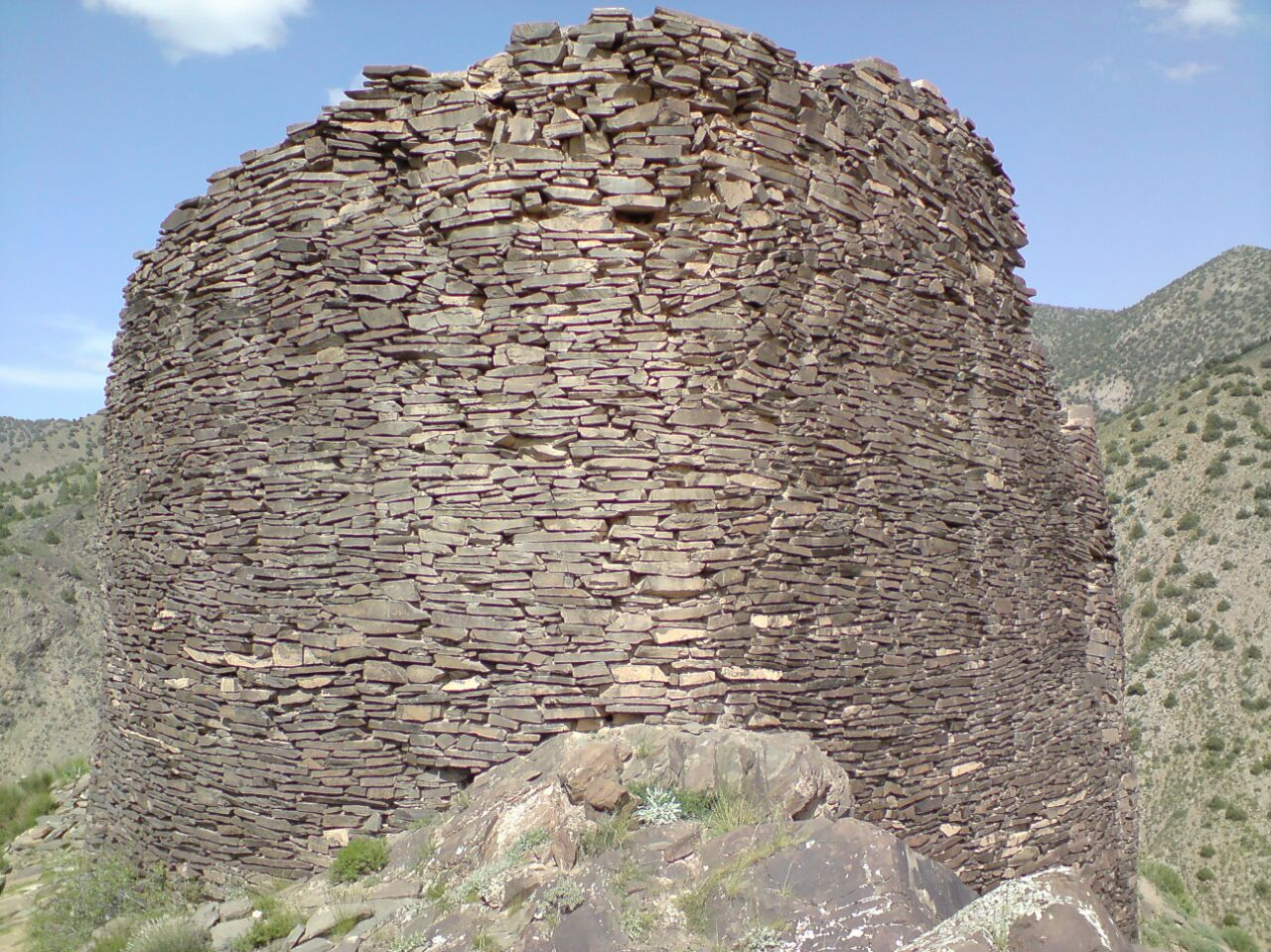